# Mounir Belhamiti
Mounir Belhamiti, né le 8 mars 1985 à Nantes (Loire-Atlantique), est ingénieur et un homme politique français. Il est directeur stratégie numérique à la SNCF depuis juillet 2024.
Membre de La République en marche, il est élu député suppléant de François de Rugy dans la 1re circonscription de la Loire-Atlantique aux élections législatives de 2017. Il siège à l'Assemblée nationale de 2018 à 2019, pendant la période où François de Rugy occupe des fonctions ministérielles. Il est par la suite élu député dans la même circonscription aux élections législatives de 2022. Il est battu par Karim Benbrahim aux élections législatives de 2024.
Il est aussi conseiller municipal et métropolitain de Nantes depuis 2014, réélu en 2020.

## Biographie
Mounir Belhamiti  est ingénieur diplômé de l'École supérieure d'électronique de l'Ouest.
À l'issue des élections municipales de 2014, il est élu conseiller municipal et métropolitain de Nantes sur la liste conduite par la socialiste Johanna Rolland. En avril 2018, avec deux autres conseillers municipaux de Nantes, il quitte le groupe écologiste et citoyen pour former le groupe « Les écologistes en marche ».
Aux élections législatives de 2017, il est suppléant de François de Rugy dans la première circonscription de la Loire-Atlantique. Il devient député après la nomination de François de Rugy à la fonction de ministre d'État, ministre de la Transition écologique et solidaire. Il quitte l'Assemblée nationale en août 2019 en raison de la démission de François de Rugy du Gouvernement.
En deuxième position sur la liste LREM de Valérie Oppelt aux élections municipales de 2020 à Nantes, Mounir Belhamiti est réélu conseiller municipal et métropolitain le 28 juin 2020.
En 2021, il est candidat LREM aux élections départementales en Loire-Atlantique sur le canton de Nantes-6 avec Marguerite Griffin, mais il ne parvient pas à passer la barre du premier tour.
Mounir Belhamiti est élu député aux élections législatives de 2022 face au candidat socialiste Karim Benbrahim.
Le 15 septembre 2023, il dépose un amendement visant à restreindre l'usage des réseaux sociaux lors d'utilisation de VPN. À la suite d'une polémique, il décide finalement de le retirer. Certains se sont émus du caractère liberticide d'une telle mesure. D'autres, ont souligné qu'il s'agissait d'une mesure contre-productive en matière de sécurité sur Internet,,[pertinence contestée].
Lors des élections législatives de 2024, Mounir Belhamiti est battu au second tour par le candidat du Nouveau Front Populaire Karim Benbrahim.

## Détail des mandats et fonctions
- depuis le 4 avril 2014 : conseiller municipal de Nantes[14]
- depuis le 16 avril 2014 : conseiller métropolitain de Nantes[15]

## Synthèse des résultats électoraux

### Élections législatives
| Année | Parti | Parti | Circonscription            | 1er tour | 1er tour | 2d tour | 2d tour | Issue |
| Année | Parti | Parti | Circonscription            | %        | Rang     | %       | Rang    | Issue |
| ----- | ----- | ----- | -------------------------- | -------- | -------- | ------- | ------- | ----- |
| 2022  |       | LREM  | 1re de la Loire-Atlantique | 31,48    | 2e       | 52,25   | 1er     | Élu   |
| 2024  | RE    | 37,77 | 1re de la Loire-Atlantique | 2e       | 38,11    | 2e      | Battu   |       |

### Élections départementales
| Année | Parti | Parti | Canton   | 1er tour | 1er tour | 1er tour | 2d tour | 2d tour | 2d tour | Issue |
| Année | Parti | Parti | Canton   | Voix     | %        | Rang     | Voix    | %       | Issue   | Issue |
| ----- | ----- | ----- | -------- | -------- | -------- | -------- | ------- | ------- | ------- | ----- |
| 2021  |       | LREM  | Nantes-6 | 1 703    | 21,05    | 3e       |         |         |         | Battu |